# Louis Bertrand (escritor)
Louis Bertrand (Spincourt, Meuse, 20 de marzo de 1866 - Antibes, Alpes Marítimos, 6 de diciembre de 1941) fue un escritor francés, oficial de la Legión de Honor y miembro de la Academia Francesa, en la que ocupó el asiento número 4.

## Biografía
Louis Bertrand siguió estudios de letras clásicas hasta llegar a la Escuela Normal Superior en donde cursó un doctorado que culminó en 1897.
Fue profesor de retórica, materia que enseñó en el liceo de Aix-en-Provence, de Bourg-en-Bresse y más tarde en Argel. Pero la pasión de su vida fue la literatura a la que se consagró a partir del año de su doctorado, publicando diversas novelas entre las que fueron más conocidas Le Sang des races, La Cina, Le Rival de Don Juan y Le Roman de la Conquête.
Después de haber sido vencido en su intención de entrar a la Academia Francesa por Georges de Porto-Riche, Louis Bertrand fue elegido el 19 de noviembre de 1925. Sucedió a Maurice Barrès, cuya silla, la número 4 había estado vacante por tres años. Vivió un episodio notable cuando a su ingreso a la Academia, su discurso de bienvenida en el que ponderó a su antecesor como es la costumbre entre los académicos, no puso el énfasis debido en su homenaje y por ello fue ampliamente criticado en los medios, al punto que tuvo que defender su postura para salir del problema.

## Obra
Novela
- Le Sang des races, 1899[3]
- La Cina, 1901
- Le Rival de Don Juan, 1903
- Pépète et Balthazar ou Pépète le bien-aimé, 1904
- Le jardin de la mort, 1905
- L’Invasion, 1907
- Mademoiselle de Jessincourt, 1911, réédition éditions des Paraiges, 2015
- Le Sens de l'Ennemi, 1917
- Sanguis martyrum, 1918
- L’Infante, 1921
- Cardenio, 1922
- Les Bains de Phalère
- La Concession de Madame Petigand
- Le Roman de la Conquête, 1930

Ensayo
- La Grèce du soleil et des paysages, 1908
- Le Mirage oriental, 1910
- Le Livre de la Méditerranée, 1911 (édition définitive: 1923)
- Devant l’Islam, 1923

Obras históricas y biográficas
- La fin du classicisme et le retour à l'antique, 1897
- Saint Augustin, 1913
- Sanguis Martyrum, 1918
- Flaubert à Paris ou le mort vivant, 1921
- Louis XIV, 1923
- Sainte Thérèse, 1927
- Philippe II, une ténébreuse affaire, 1929
- Hitler, 1936
- Histoire de Napoléon, illustrations d'Albert Uriet, Tours, Mame
- Histoire d'Espagne, 1936